# The Life Electric
The Life Electric è una scultura disegnata da Daniel Libeskind, realizzata nel 2015 e collocata a Como, sulla diga foranea.

## Storia
Il progetto dell'opera è stato donato da Daniel Libeskind al Comune di Como, mentre la realizzazione e l'installazione del monumento, oltre alla riqualificazione della diga foranea, sono stati donati dall'associazione "Amici di Como".
Il monumento è stato presentato pubblicamente il 9 ottobre 2014; l'intento iniziale era di inaugurare il monumento il 1º maggio 2015, in coincidenza con l'apertura dell'Expo 2015 a Milano, ma questo non è stato possibile causa ritardi nei lavori. L'opera è stata quindi inaugurata il 2 ottobre 2015, alla presenza dello stesso Libeskind.

## Descrizione

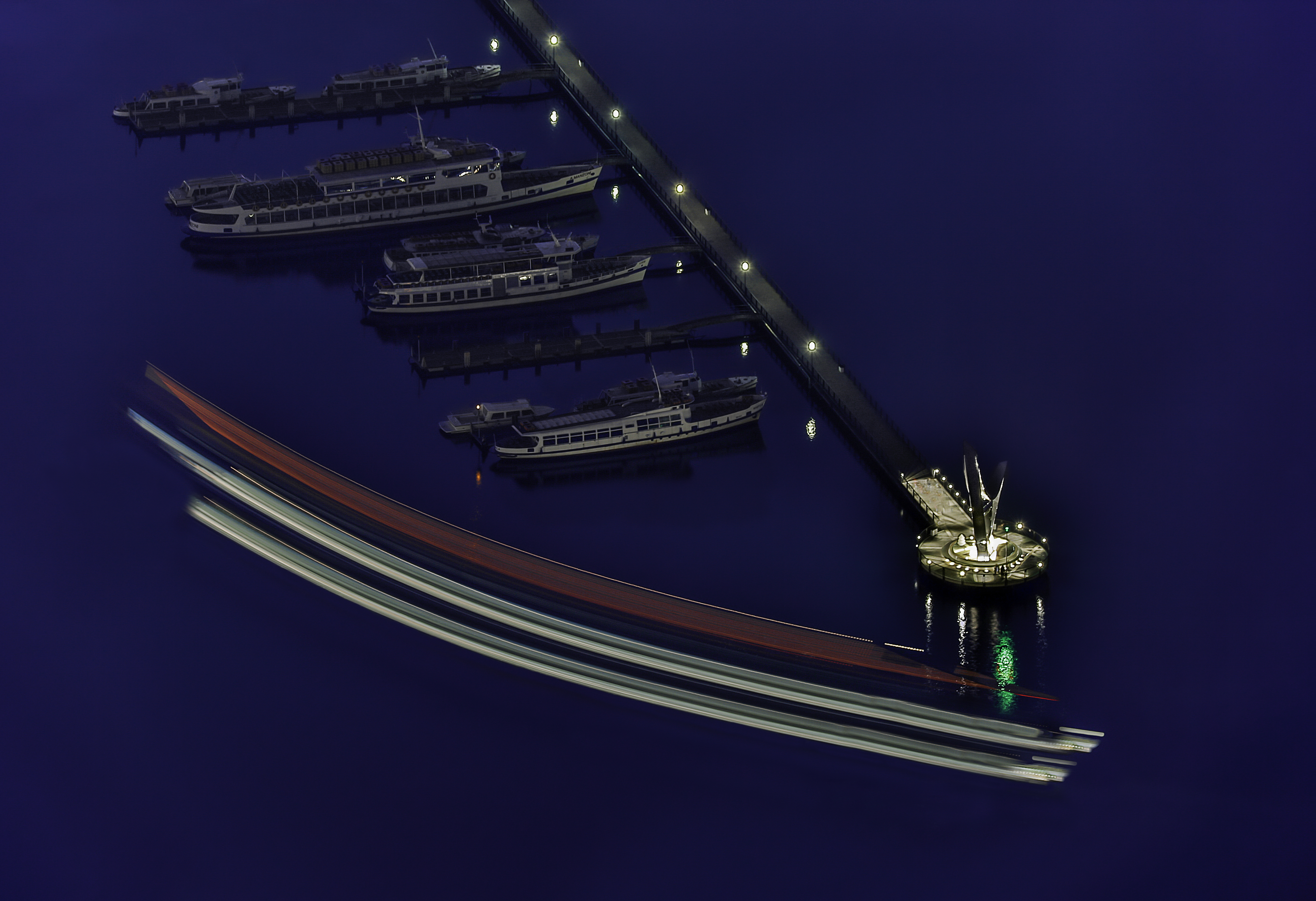
Veduta area sulla diga foranea e sulla scultura durante il passaggio di un battello

Alta circa 13,75 metri (14,25 da terra), The Life Electric ha la forma di due sinusoidi contrapposte. Pesa 29 tonnellate ed è stata realizzata in acciaio e rivestita di acciaio inossidabile.
Dedicata allo scienziato Alessandro Volta di cui le due sinusoidi rappresentano le iniziali, la scultura è collocata al termine della diga foranea sul lago di Como, di fronte alla centrale piazza Cavour.

## Controversie
Già nell'ottobre 2014, dopo la presentazione pubblica del progetto, la lista civica "Adesso Como" annunciò la sua contrarietà alla collocazione del monumento e la volontà di proporre un referendum consultivo sull'installazione. Nonostante i promotori abbiano raccolto 4 478 firme, non è stato poi possibile indire il referendum, poiché l'opera era già in stato avanzato di esecuzione.